# Òrgan sexual

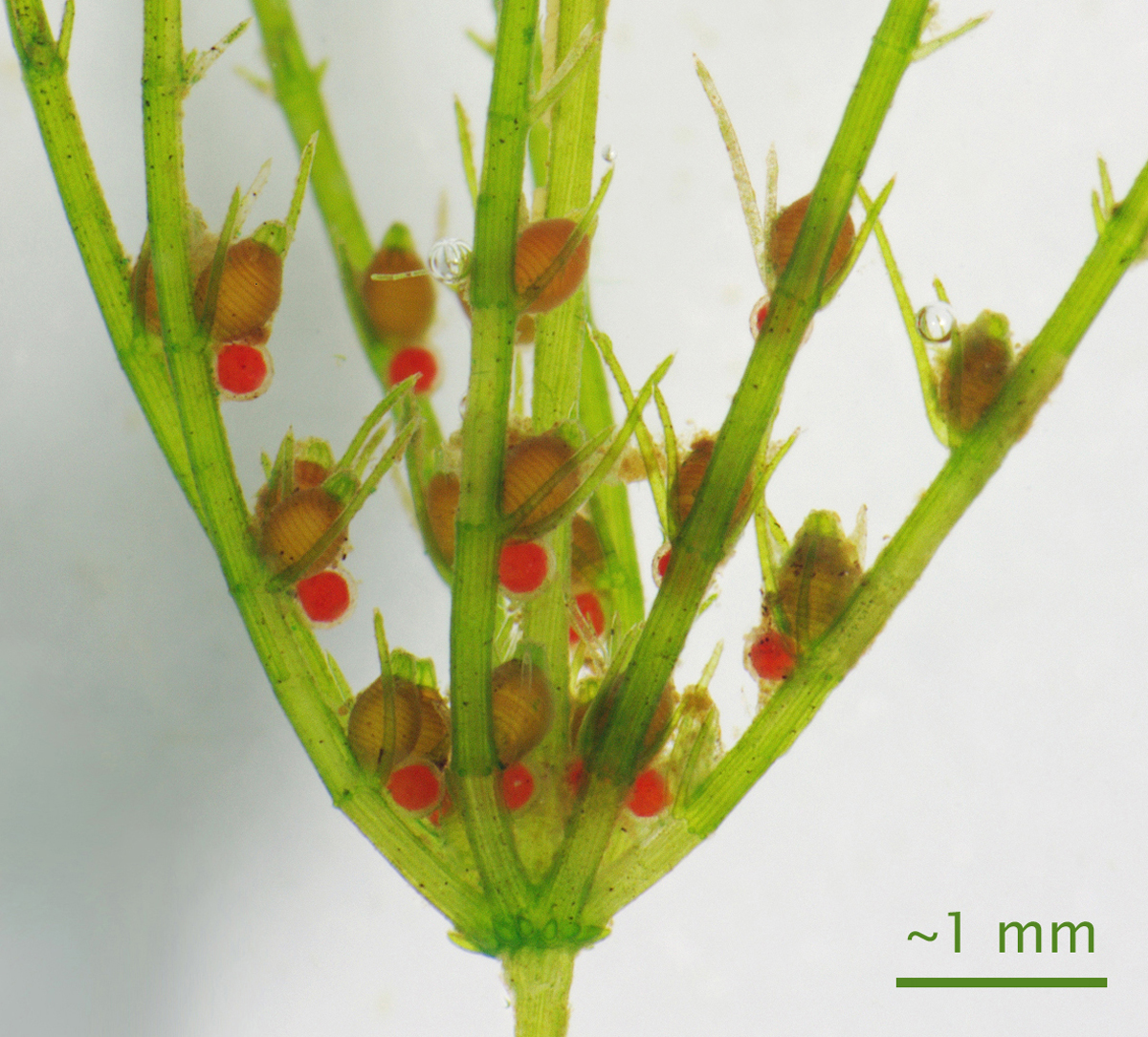
Els òrgans sexuals d'una alga verda Chara són els anteridis masculins (vermells) i l'arquegònia femenina (marrons).

Un òrgan sexual (o òrgan reproductor) és qualsevol part d'un animal o planta que participa en la reproducció sexual. Els òrgans reproductors junts constitueixen el sistema reproductor. En els animals, els testicles en el mascle i l'ovari en la femella, s'anomenen òrgans sexuals primaris. Tots els altres s’anomenen òrgans sexuals secundaris, dividits entre els òrgans sexuals externs (els genitals, visibles en néixer en ambdós sexes) i els òrgans sexuals interns.
Molses, falgueres i algunes plantes similars tenen gametangis com a òrgans reproductors, que formen part del gametòfit. Les flors de les plantes amb flors produeixen pol·len i òvuls, però els òrgans sexuals es troben dins dels gametòfits en el pol·len i l'òvul. Les plantes de coníferes també produeixen les seves estructures de reproducció sexual dins dels gametòfits que hi ha a les pinyes i el pol·len. Els cons i el pol·len no són òrgans sexuals.

## Terminologia
Els òrgans sexuals primaris són les gònades, un parell d'òrgans sexuals, que van cap als testicles en el desenvolupament masculí o als ovaris en el desenvolupament femení. Com a òrgans sexuals primaris, les gònades generen gàmetes reproductives que contenen ADN heretable. També produeixen la majoria de les hormones primàries que afecten el desenvolupament sexual i regulen altres òrgans sexuals i comportaments diferenciats sexualment.
Els òrgans sexuals secundaris són la resta del sistema reproductor, sigui intern o extern. El terme llatí genital, s’utilitza per descriure els òrgans sexuals visibles externament: en els mamífers mascles, el penis i l'escrot; i en els mamífers femenins, la vulva i els seus òrgans.
En zoologia general, donada la gran varietat d'òrgans, fisiologies i comportaments implicats en la còpulació, els genitals masculins es defineixen més estrictament com "totes les estructures masculines que s’insereixen a la femella o que la mantenen a prop del gonòpor durant la transferència d'espermatozoides"; els genitals femenins es defineixen com "aquelles parts del sistema reproductor femení que prenen contacte directe amb els genitals masculins o productes masculins (espermatozoides, espermatòfors) durant o immediatament després de la còpula".

## Mamífers

### Òrgans externs i interns
La part visible dels genitals dels mamífers dels homes consisteix en l'escrot i el penis; per a les femelles, consisteix en la vulva (llavis, clítoris, etc.).
En els mamífers placentaris, les femelles tenen dos orificis genitals, la vagina i la uretra, mentre que els mascles només en tenen un, la uretra. Els genitals masculins i femenins tenen moltes terminacions nervioses, cosa que provoca un tacte agradable i molt sensible. En la majoria de les societats humanes, sobretot les més conservadores, l'exposició dels genitals es considera una indecència pública.

### Desenvolupament
En el desenvolupament prenatal típic, els òrgans sexuals s’originen a partir d'un primordi comú durant la gestació primerenca i es diferencien en sexes masculins o femenins. El gen SRY, generalment situat al cromosoma Y i que codifica el factor determinant del testicle, determina la direcció d'aquesta diferenciació. La seva absència permet que les gònades continuïn desenvolupant-se fins a esdevenir ovaris.
Després, el desenvolupament dels òrgans reproductius interns i externs es determina per les hormones produïdes per certes gònades fetals (ovaris o testicles) i la resposta de les cèl·lules a aquestes. L'aparició inicial dels genitals fetals sembla bàsicament femenina: un parell de “plecs urogenitals” amb una petita protuberància al mig i la uretra darrere de la protuberància. Si el fetus té testicles i si els testicles produeixen testosterona i si les cèl·lules dels genitals responen a la testosterona, els plecs urogenitals externs s’inflen i es fusionen a la línia mitjana per produir l'escrot; la protuberància es fa més gran i més recta per formar el penis; les inflors urogenitals internes creixen, s’envolten al voltant del penis i es fusionen a la línia mitjana per formar la uretra peniana.
Cada òrgan sexual d'un sexe té un homòleg en l'altre. En una perspectiva més gran, el procés sencer de la diferenciació sexual també inclou desenvolupament de característiques sexuals secundàries com patrons de cabell púbic i facial i pits en les femelles que creixen en la pubertat.
La intersexualitat inclou el desenvolupament de genitals de manera diferent als que són típicament masculins i femenins. Si es modifiquen els genitals, i el resultat és incongruent amb la futura identitat de gènere, el nadó pot començar a mostrar símptomes de disfòria de gènere, cosa que el pot conduir a una vida de problemes fins que pugui remeiar el problema. Modifying the genitalia of intersex children is broadly considered to be a violation of the child's human rights.
A causa de la forta selecció sexual que afecta l'estructura i la funció dels genitals, formen un sistema d'òrgans que evoluciona ràpidament.> Per tant, es pot trobar una gran varietat de forma i funció genital entre els animals.

## Altres animals
En molts altres animals, un sol orifici posterior, anomenat cloaca, serveix com a única obertura per a les vies reproductives, digestives i urinàries, si n'hi ha. Tots els amfibis, aus, rèptils, alguns peixos i alguns mamífers (monotremes, tenrecs, lunars daurats i lunars marsupials) tenen aquest orifici, del qual excreten tant orina com femta a més de complir les funcions reproductives. Els sistemes excretors amb finalitats anàlogues en certs invertebrats també es denominen de vegades cloaca.

### Insectes

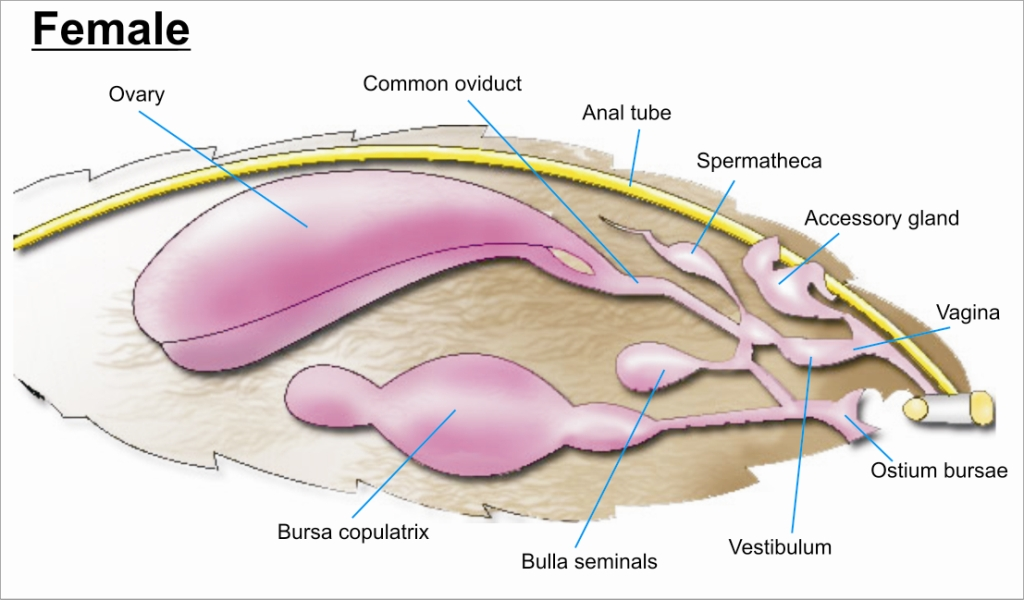
Els genitals femenins dels lepidòpters.

Els òrgans relacionats amb l'aparellament d'insectes i la deposició d'ous són coneguts col·lectivament com a genitals externs, tot i que poden ser majoritàriament interns; els seus components tenen una forma molt diversa.

### Caragols
El sistema reproductor dels gasteròpodes (llimacs i caragols) varia molt d'un grup a un altre.

### Planaria
Els planaris són cucs plans àmpliament utilitzats en la investigació biològica. Hi ha planaris sexuals i asexuals. Els planaris sexuals són hermafrodites, posseint tant testicles com ovaris. Cada planari transporta la seva excreció a l'altre planari, donant i rebent espermatozoides.

## Plantes
El cicle de vida de les plantes terrestres implica l'alternança de generacions entre un esporòfit i un gametòfit haploide. El gametòfit produeix espermatozoides o òvuls per mitosi. L'esporòfit produeix espores per meiosi que al seu torn es converteixen en gametòfits. Qualsevol òrgan sexual produït per la planta es desenvoluparà al gametòfit. Les plantes de llavors, que inclouen coníferes i plantes amb flors, tenen petits gametòfits que es desenvolupen a l'interior dels grans de pol·len (mascle) i de l'òvul (femella). En la majoria de les espècies vegetals, un individu té òrgans sexuals masculins i femenins.

### Plantes amb flors
A les plantes amb flors, les flors contenen els òrgans sexuals. La reproducció sexual en plantes amb flors implica la unió de les cèl·lules germinals masculines i femenines, espermatozoides i òvuls respectivament. El pol·len es produeix en estams i es porta fins al pistil, que té l'ovari a la base on es pot produir la fecundació. Dins de cada gra de pol·len hi ha un gametòfit masculí que consta només de tres cèl·lules. En la majoria de les plantes amb flors, el gametòfit femení de l'òvul només consta de set cèl·lules. Per tant, no hi ha òrgans sexuals com a tals.

## Fongs
Els òrgans sexuals dels fongs s'anomenen gametàngia. En alguns fongs, els òrgans sexuals no es distingeixen entre si, però, en altres casos, els òrgans sexuals masculins i femenins són clarament diferents.
Els gametàngis similars que són semblants s'anomenen isogametàngis. Mentre que els gametàngis masculins i femenins s'anomenen heterogametàngia, que es produeixen a la majoria dels fongs.